# Алан Мінтер
Алан Мінтер  (англ. Alan Minter, нар. 17 серпня 1951 — пом. 9 вересня 2020) — британський боксер, олімпійський медаліст.

## Виступи на Олімпіадах
| Олімпіада   | Дисципліна | Місце |
| ----------- | ---------- | ----- |
| Мюнхен 1972 | до 71 кг   | =3    |